# 曹小佛奴
曹小佛奴，清末谢家福虚构的北宋宋徽宗的妃嫔，五代名將曹彬的後代。
北宋时为寧德太后（鄭皇后）的侍女，後為正五品才人。靖康之變時，她為金军俘虏，途中被金國前來迎接的馆伴使阿林葛思美盜拐而去。宋徽宗聞訊，只得命肃王赵枢传谕其他的女俘虜不得離開隊伍，以免受辱。完颜宗望知道后，亦令王宗沔、王慎、李常为都管，驰骑照料，但并未追究和索還曹氏。宋徽宗則聲稱是因為馆伴使有“迎奉之勞”，所以願將曹才人賜給了他。